# Spasmo ipnico
Uno spasmo ipnico è una contrazione involontaria (mioclono) che può accadere quando una persona sta per iniziare ad addormentarsi, causando spesso un risveglio improvviso e momentaneo.

## Eziologia
Le esatte cause che determinano questo fenomeno non sono ancora totalmente chiarite: una maggiore incidenza di queste contrazioni involontarie è stata associata a vari fattori, come stress, elevato consumo di sostanze stimolanti ed eccitanti (come la caffeina) ed esercizio fisico intenso prima del sonno.
È stato inoltre suggerito che lo spasmo ipnico possa essere un riflesso arcaico, utile quando le prime scimmie antropomorfe vivevano ancora sugli alberi: secondo questa teoria, il cervello interpreterebbe erroneamente il rilassamento muscolare in corrispondenza del sonno come una "caduta dall'albero", stimolando l'organismo a reagire per non finire a terra.

## Diagnosi
Durante l'elettroencefalografia gli spasmi ipnici possono apparire come degli artefatti isolati ed asimmetrici durante la fase 1 del sonno, all’opposto delle mioclonie epilettiche che presentano un pattern completamente differente.

## Prognosi
Si tratta generalmente di manifestazioni benigne, che non richiedono particolari trattamenti al di fuori della riduzione dell'introito di stimolanti. Il numero di episodi tende a diradarsi con il passare del tempo: il picco sembra presentarsi durante l'infanzia nella fascia 8-12 anni, dove gli spasmi possono essere da 4 a 7 per ora, mentre nella fascia dai 65 agli 80 anni gli episodi orari calano a 1-2. Tuttavia è stimato che il 10% della popolazione mondiale abbia spasmi ipnici almeno una volta al giorno tutti i giorni, e alcune persone possono sviluppare un'ossessione per tali contrazioni, portando a stati di ansia dovuti all'esperienza di interruzione del sonno. L'ansia e la fatica possono condurre, a loro volta, a un aumento degli spasmi, generando un loop causa-effetto.

## Trattamento
Ci sono vari modi per ridurre gli spasmi ipnici, come ridurre l'assunzione di stimolanti come nicotina e caffeina, evitare movimento fisico intenso prima del sonno, e assumere magnesio
Alcuni medicinali possono ridurre l'insorgenza degli spasmi ipnici, come basse dosi di clonazepam prese immediatamente prima di dormire.